# Gert Eg
Gert Eg (født 26. februar 1954) er en dansk advokat og tidligere dansk fodboldspiller, der siden 2021 har været medlem af Rigsretten i forbindelse med rigsretssagen mod Inger Støjberg.

## Karriere
Gert Eg spillede hele karrieren i Vejle Boldklub og har klubrekorden for flest spillede kampe. Han nåede 509 tællende kampe på VB´s divisionshold og var med i mange af klubbens store triumfer i 1970'erne og 1980'erne. I en lang årrække var han desuden anfører for VB's bedste mandskab.
Gert Eg var en all-rounder, der kunne dække stort set alle positioner på banen. Han er dog bedst kendt som en klog og elegant forsvarsspiller, der med sit overblik kunne gribe ind på det rette tidspunkt.
I 1975 blev Gert Eg matchvinder for Vejle Boldklub i pokalfinalen mod Holbæk, da han scorede kampens enlige mål. Vejle Boldklub kvalificerede sig dermed til Europa Cup'en for Pokalvindere, hvor holdet nåede kvartfinalen.
I 1983 lagde Gert Eg fodboldstøvlerne på hylden, men allerede i 1984 gjorde han comeback på VB's divisonshold, hvor han nærmest fik endnu større succes end tidligere. Samme år vandt VB det danske mesterskab med Gert Eg og Allan Simonsen som to af holdets store profiler.
Den sidenhen succesrige advokat var i årene 1985-1996 formand for Vejle Boldklub, og i en periode i 1990'erne var han desuden viceborgmester i Vejle.

## Titler
- Det Danske Mesterskab: 1978, 1984
- DBU's Landspokal: 1975, 1977, 1981